# 6043 Aurochs
6043 Aurochs este o planetă minoră (asteroid) din centura de asteroizi. A fost descoperită pe 9 septembrie 1991 la Kiyosato⁠(d) de Satoru Ōtomo și a fost numită după Bour. 
Obiectul prezintă o orbită caracterizată de o semiaxă mare de 2,3652868 UAi, o excentricitate de 0,14, o înclinație de 6,89123 ° în raport cu ecliptica.